# Tropiphorini
Tribu
Tropiphorini est une tribu de coléoptères de la famille des Curculionidae et de la sous-famille des Entiminae. 

## Classification
Cette tribu a été définie par l'entomologiste français, l'abbé Auguste de Marseul (1812-1890) en 1863.
Cette tribu comprend 119 genres[réf. nécessaire].

### Synonymes
- Byrsopagides Lacordaire, 1863
- Dirotognathini Horn, 1876
- Dyslobini LeConte, 1874
- Leptopiinae Oke, 1951
- Leptopiini
- Leptopinae
- Leptopsides Lacordaire, 1863
- Leptosinae Marshall, 1952
- Pantopéides Lacordaire, 1863
- Phyxeles Horn, 1876
- Rhigopsini LeConte, 1874

## Liste des genres
Selon NCBI (30 août 2014) :
- genre Dyslobus
- genre Malvinius
  - Malvinius compressiventris
  - Malvinius nordenskioeldi
- genre Spartecerus
- genre Tropiphorus
  - Tropiphorus carinatus

Selon Paleobiology Database (30 août 2014) :
- genre Phyxelis
- genre Rhytideres
- genre Vitavitus